# 대월재
대월재(對越齋)은 대한민국 경상북도 구미시 고아읍에 있는 조선시대의 건축물이다. 2002년 7월 15일 경상북도의 문화재자료 제423호로 지정되었다.

## 개요
대월재는 조선 중기의 명신 김취문 선생이 강학공간으로 마련한 건물이다.
‘대월재(對越齋)’란 이름은 주자의 경재잠(敬齋箴)에서 따온 것으로 해관 윤용구가 썼다고 한다. 이 건물은 1543년 처음 지었고, 임진왜란 때 일부 소실되어 1677년 복원하여 서당, 종회소로 활용되다가 1868년 중건되었다고 전한다.
김취문 선생(1509∼1570)은 선산 평성(들성) 출신으로 송당 박영 선생의 문인이다. 1537년 문과에 급제하여 여러 벼슬을 거쳐 종2품에 올랐으며, 명종 때는 청백리에 녹선되었다. 또한 야은 길재 - 강호 김숙자 - 점필재 김종직 - 한훤당 김굉필 - 신당 정붕 - 송당 박영 - 김취성, 박운, 김취문으로 전승된 성리학의 학맥상 중요한 위치에 있다.

## 같이 보기
- 김취문

## 참고 자료
- 대월재 - 국가유산청 국가유산포털